# No Shelter
No Shelter – dziesiąty singel amerykańskiej grupy Rage Against the Machine wydany w 1997. Piosenka znalazła się na soundtracku do filmu Godzilla. Utwór wprost krytykuje wszechobecną reklamę m.in. Coca-Cola, Nike.

## Lista utworów
1. "No Shelter"